# Kangaatsiaq
Kangaatsiaq (o Kangâtsiaq) è un villaggio di 669 abitanti (7 luglio 2005) nel comune di Qeqertalik . Le attività principali sono la pesca (pesci e granchi), la caccia e ultimamente anche il turismo; per quanto sia un paese piccolo, qui si possono trovare ben due stadi: uno stadio di calcio (il Kajortoq) e un piccolo stadio sportivo usato dalla scuola locale.
Kangaatsiaq fu anche a capo di un comune, il comune di Kangaatsiaq. Questo comune, fondato il 18 novembre 1950, cessò di esistere il 1º gennaio 2009 dopo la riforma che rivoluzionò il sistema di suddivisione interna della Groenlandia; il comune si fuse con altri 7 a formare il comune di Qaasuitsup, successivamente soppresso.